# Saint-Pierre-du-Palais
 Saint-Pierre-du-Palais  es una población y comuna francesa, situada en la región de Poitou-Charentes, departamento de Charente Marítimo, en el distrito de Jonzac y cantón de Montguyon.

## Demografía
| 347 | 340 | 293 | 286 | 260 | 262 |
| Para los censos de 1962 a 1999 la población legal corresponde a la población sin duplicidades (Fuente: INSEE [Consultar]) |     |     |     |     |     |